# Gorom-Gorom

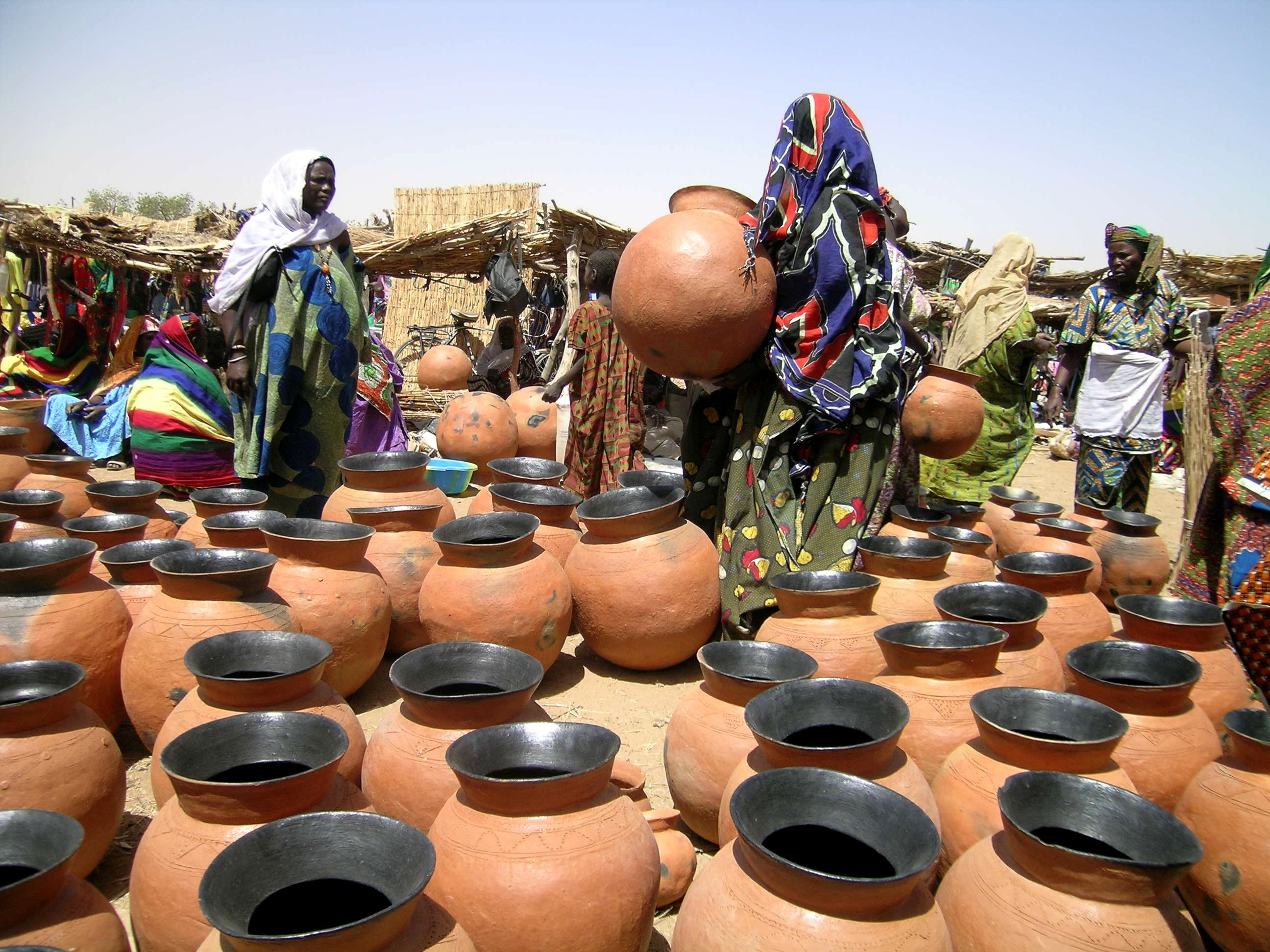
Töpferwaren auf dem Markt von Gorom-Gorom.

Gorom-Gorom ist sowohl eine Gemeinde (commune urbaine) als auch ein dasselbe Gebiet umfassendes Departement im Norden des westafrikanischen Staates Burkina Faso. Es liegt in der Region Sahel und ist Hauptstadt der Provinz Oudalan. Das Gebiet erstreckt sich über 3.359 km² und hat in 81 Dörfern und den fünf Sektoren des Hauptortes 104.587 Einwohner. Die Stadt ist bekannt für ihren farbenfrohen Markt, der vielen Tuareg, Bella, Fulbe und Songhai der Region als Treffpunkt dient und eines der bekanntesten touristischen Ziele Burkina Fasos darstellt (jeden Donnerstag).
Am Nordostrand der Stadt liegt der Flugplatz Gorom-Gorom. Die Stadt ist über befestigte Straßen mit Dori und Markoye verbunden. Pisten verbinden die Stadt mit Oursi und Tin-Akoff.
Die Landschaft ist von Altdünen und Ebenen geprägt. Viehwirtschaft prägt die Akaziensavannen, Landwirtschaft findet hauptsächlich auf den Dünen statt.